# Maywood, Illinois
Maywood är en förstad väster om Chicago, Illinois, USA med cirka 26 000 invånare. Samhället grundades 6 april 1869 i en del av Proviso Township.

## Geografi
Maywood har enligt United States Census Bureau en areal på 32,9 km², allt är land. Den är belägen omedelbart intill Desplanesfloden.

## Demografi
| Etniciteter                | %     |
| -------------------------- | ----- |
| Vita amerikaner            | 9,07  |
| Afroamerikaner             | 82,07 |
| Ursprungsbefolkning        | 0,01  |
| Asiatiska amerikaner       | 0,30  |
| Andra etniciteter          | 1,63  |
| Två eller fler etniciteter | 1,63  |
| Hispanic/Latino            | 10,05 |

## Kända personer från Maywood
- Eugene Cernan
- Steven Hunter
- Jim Brewer
- Fred Hampton
- John Prine
- Dennis Franz
- Walter Burley Griffin